# Färöische Fußballmeisterschaft der Frauen 2016
Die Färöische Fußballmeisterschaft der Frauen 2016 wurde in der 1. Deild genannten ersten färöischen Liga ausgetragen und war insgesamt die 32. Saison. Sie startete am 20. März 2016 und endete am 8. Oktober 2016.
Aufsteiger B68 Toftir kehrte nach zwölf Jahren in die höchste Spielklasse zurück. Meister wurde Titelverteidiger KÍ Klaksvík, die den Titel somit zum 17. Mal in Folge und zum 18. Mal insgesamt erringen konnten.
Im Vergleich zur Vorsaison verschlechterte sich die Torquote auf 4,60 pro Spiel. Den höchsten Sieg erzielte KÍ Klaksvík durch ein 14:0 im Heimspiel gegen B68 Toftir am siebten Spieltag, was zugleich das torreichste Spiel darstellte.

## Modus
Durch die Aufstockung auf sechs Mannschaften in der 1. Deild  spielte jedes Team nun an 20 Spieltagen jeweils vier Mal gegen jedes andere. Die punktbeste Mannschaft zu Saisonende stand als Meister dieser Liga fest.

## Saisonverlauf
Bis zum 14. Spieltag lagen KÍ Klaksvík und EB/Streymur/Skála gleichauf, die drei direkten Duelle endeten jeweils unentschieden, ansonsten wurde kein weiterer Punktverlust verzeichnet. Am 15. Spieltag verlor EB/Streymur/Skála sein Heimspiel gegen B36 Tórshavn mit 0:2, die nächsten vier Begegnungen gewannen beide Mannschaften jeweils. Am letzten Spieltag kam es erneut zum direkten Aufeinandertreffen, wobei EB/Streymur/Skála die deutlich schlechtere Tordifferenz gegenüber KÍ Klaksvík aufwies. Im Heimspiel setzte sich KÍ mit 6:0 durch und feierte somit die Meisterschaft.

## Tabelle
| Pl. | Verein             | Sp. | S  | U | N  | Tore    | Diff. | Punkte |
| --- | ------------------ | --- | -- | - | -- | ------- | ----- | ------ |
| 1.  | KÍ Klaksvík (M, P) | 20  | 17 | 3 | 0  | 100:900 | +91   | 54     |
| 2.  | EB/Streymur/Skála  | 20  | 15 | 3 | 2  | 059:190 | +40   | 48     |
| 3.  | B36 Tórshavn 1     | 20  | 10 | 1 | 9  | 037:370 | ±0    | 31     |
| 4.  | HB Tórshavn        | 20  | 8  | 1 | 11 | 054:350 | +19   | 25     |
| 5.  | ÍF/Víkingur        | 20  | 5  | 1 | 14 | 024:600 | −36   | 16     |
| 6.  | B68 Toftir (N)     | 20  | 0  | 1 | 19 | 002:116 | −114  | 01     |

| (N) | Aufsteiger       |
| (M) | Meister 2015     |
| (P) | Pokalsieger 2015 |

## Spiele und Ergebnisse
|                   | B36 | B36 | B68   | B68   | EBS/Skála | EBS/Skála | HB  | HB  | ÍF/Vík | ÍF/Vík | KÍ  | KÍ  |
| ----------------- | --- | --- | ----- | ----- | --------- | --------- | --- | --- | ------ | ------ | --- | --- |
| B36 Tórshavn      |     |     | 4:0   | 4:0   | 0:3       | 1:5       | 3:2 | 2:2 | 5:1    | 3:2    | 0:2 | 0:4 |
| B68 Toftir        | 0:2 | 0:1 |       |       | 0:8       | 0:2       | 0:5 | 0:6 | 0:0    | 0:1    | 1:9 | 0:8 |
| EB/Streymur/Skála | 1:0 | 0:2 | 6:0   | 5:1   |           |           | 4:1 | 2:0 | 5:2    | 3:0    | 3:3 | 1:1 |
| HB Tórshavn       | 4:2 | 1:4 | 11:00 | 12:00 | 0:1       | 1:3       |     |     | 1:2    | 3:2    | 0:1 | 0:4 |
| ÍF/Víkingur       | 2:1 | 0:3 | 4:0   | 4:0   | 0:3       | 0:3       | 1:2 | 1:2 |        |        | 0:9 | 1:6 |
| KÍ Klaksvík       | 5:0 | 3:0 | 14:00 | 10:00 | 1:1       | 6:0       | 1:0 | 2:1 | 4:0    | 7:1    |     |     |

## Torschützenliste
Bei gleicher Anzahl von Treffern sind die Spielerinnen nach dem Nachnamen alphabetisch geordnet.

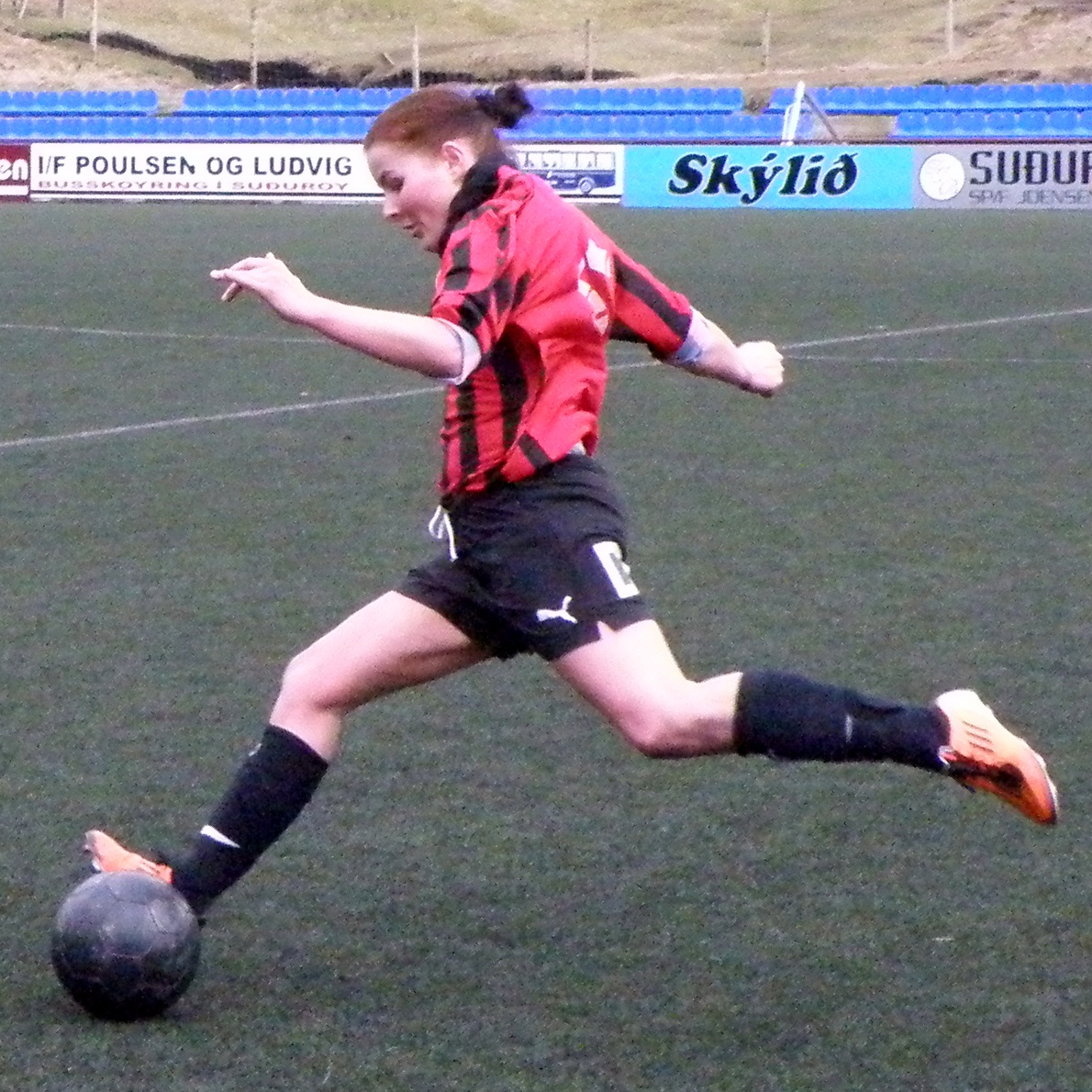
Torschützenkönigin Heidi Sevdal

| Platz | Spieler          | Mannschaft        | Tore |
| ----- | ---------------- | ----------------- | ---- |
| 1     | Milja Simonsen   | HB Tórshavn       | 25   |
| 2     | Margunn Lindholm | EB/Streymur/Skála | 19   |
| 3     | Rannvá Andreasen | KÍ Klaksvík       | 17   |
| 3     | Hervør Olsen     | KÍ Klaksvík       | 17   |
| 5     | Maria Thomsen    | KÍ Klaksvík       | 16   |
| 6     | Malena Josephsen | KÍ Klaksvík       | 12   |
| 7     | Birna Johannesen | EB/Streymur/Skála | 10   |
| 8     | Lív Arge         | HB Tórshavn       | 09   |
| 8     | Ásla Johannesen  | B36 Tórshavn      | 09   |
| 8     | Evy á Lakjuni    | KÍ Klaksvík       | 09   |

## Trainer
| Mannschaft        | Trainer                  | Spieltage |
| ----------------- | ------------------------ | --------- |
| B36 Tórshavn      | Aleksandar Đorđević      | 01–20     |
| B68 Toftir        | Poul Helgi Jacobsen      | 01–20     |
| EB/Streymur/Skála | Erik Ernesto Nielsen     | 01–20     |
| HB Tórshavn       | Alexandre da Silva Braga | 01–20     |
| HB Tórshavn       | Ríkin N. Djurhuus        | 01–20     |
| ÍF/Víkingur       | Svenn Olsen              | 01–20     |
| KÍ Klaksvík       | Aleksandar Jovević       | 01–20     |

Während der Saison gab es keine Trainerwechsel.

## Spielstätten
| Mannschaft        | Stadion              | Spielort     |
| ----------------- | -------------------- | ------------ |
| B36 Tórshavn      | Gundadalur           | Tórshavn     |
| B68 Toftir        | Svangaskarð          | Toftir       |
| EB/Streymur/Skála | við Margáir (6)      | Streymnes    |
| EB/Streymur/Skála | Undir Mýruhjalla (4) | Skáli        |
| HB Tórshavn       | Gundadalur           | Tórshavn     |
| ÍF/Víkingur       | Sarpugerði (5)       | Norðragøta   |
| ÍF/Víkingur       | Í Fløtugerði (4)     | Fuglafjørður |
| ÍF/Víkingur       | Uppi á Brekku (1)    | Leirvík      |
| KÍ Klaksvík       | Við Djúpumýrar       | Klaksvík     |

## Schiedsrichter
Folgende Schiedsrichter leiteten die 60 ausgetragenen Erstligaspiele:
| Name                     | Stammverein       | Spiele |
| ------------------------ | ----------------- | ------ |
| Stephan Petursson        | FF Giza/FC Hoyvík | 08     |
| Ottar í Funningsstovu    | AB Argir          | 07     |
| Oda Andreasen            | HB Tórshavn       | 04     |
| Johan Petur Michelsen    | HB Tórshavn       | 04     |
| Andrew Christiansen      | B68 Toftir        | 03     |
| Súni Fríði Barbá         | Undrið FF         | 03     |
| Kjartan á Gravarbø       | KÍ Klaksvík       | 03     |
| Hans Eiler Hammer        | B68 Toftir        | 03     |
| Jón Marni Johannesen     | Skála ÍF          | 03     |
| Heini Viðoy              | HB Tórshavn       | 03     |
| Elsa Andreasen           | EB/Streymur       | 02     |
| Bogi Eyðunsson Hansen    | Víkingur Gøta     | 02     |
| Kristian Oskar Henriksen | B71 Sandur        | 02     |
| Kristian Gunnar Joensen  | KÍ Klaksvík       | 02     |
| Áron Sofus Vest          | KÍ Klaksvík       | 02     |

Weitere neun Schiedsrichter leiteten jeweils ein Spiel.

## Die Meistermannschaft
In Klammern sind die Anzahl der Einsätze sowie die dabei erzielten Tore genannt.
| 1. | KÍ Klaksvík |
|    | Katrina Akursmørk (15/1) \| Rannvá Andreasen (19/17) \| Randi á Bergi (1/0) Annika Ragna Christiansen (6/0) Erla Christiansen (12/1) \| Olga Kristina Hansen (4/1) \| Ana Ivanov (20/0) \| Liljan Jacobsen (16/7) \| Sigrid Jacobsen (14/6) \| Lisa Joensen (8/0) \| Gudny Johannesen (18/0) \| Amanda Johannessen (2/0) \| Malena Josephsen (19/12) \| Bára Klakstein (19/2) \| Eyðvør Klakstein (12/5) \| Evy á Lakjuni (16/9) \| Marjun á Lakjuni (1/0) \| Tóra Mohr (1/0) \| Hervør Olsen (14/17) \| Ragna Patawary (19/0) \| Sigrun Sirdal (7/0) \| Ása Thomsen (11/3) \| Maria Thomsen (17/16) ohne Einsatz: Jóhanna í Króki \| Tove Sólheyg - Trainer: Aleksandar Jovević |

## Nationaler Pokal
Im Landespokal gewann Meister KÍ Klaksvík mit 3:2 gegen HB Tórshavn und erreichte dadurch das Double.

## Europapokal
2016/17 spielte KÍ Klaksvík als Meister des Vorjahres in der Qualifikationsrunde der UEFA Women’s Champions League. Nach einem 0:5 gegen Apollon Limassol (Zypern) folgten ein 1:1 gegen PAOK Thessaloniki (Griechenland) sowie ein 1:1 gegen KF Hajvalia (Kosovo). Die Gruppe wurde somit auf dem letzten Platz beendet.